# Kodeks Bazylejski A.N.IV.2
Kodeks Bazylejski A.N.IV.2, minuskuł 1 (na liście rękopisów Gregory—Aland), δ 254 (von Soden) – rękopis Nowego Testamentu, pisany minuskułą na pergaminie w języku greckim, paleograficznie datowany na XII wiek. Dawniej oznaczany był przy pomocy symbolu 1eap (niektórzy stosują go po dziś dzień), dzisiaj przy pomocy samego 1.
Zawiera niemal wszystkie księgi Nowego Testamentu z wyjątkiem Apokalipsy. Rękopis posiada księgi liturgiczne, został też przygotowany do czytań liturgicznych. System odniesień marginalnych jest niemal pełny (brak jedynie odniesień do Kanonów Euzebiusza). Tekst Ewangelii reprezentuje cezarejską tradycję tekstualną, w pozostałych księgach jest zgodny z tradycją bizantyjską.
Jest jednym z rękopisów wykorzystanych przez Erazma w pierwszym wydaniu drukowanego tekstu greckiego Nowego Testamentu. Stanowił podstawę textus receptus, który dominował w wiekach XVI–XIX. Tekst kodeksu był badany przez wielu krytyków tekstu i paleografów. Tekst Ewangelii jest wyżej oceniany niż tekst pozostałych ksiąg biblijnych.
Kodeks przechowywany jest w bibliotece Uniwersytetu w Bazylei, skatalogowany pod numerem A. N. IV. 2.

## Opis rękopisu
Kodeks zawiera cały Nowy Testament z wyjątkiem Apokalipsy. Kolejność ksiąg Nowego Testamentu jest zgodna z większością greckich rękopisów: Ewangelie, Dzieje, Listy powszechne i Listy Pawła. List do Hebrajczyków jest ostatnią księgą rękopisu. Niektóre z kart kodeksu zostały utracone.
Kodeks stanowi 297 pergaminowych kart (18,5 na 11,5 cm), pisanych jedną kolumną na stronę, 38 linijek w kolumnie. Stosuje szerokie marginesy, tekst zajmuje 13,6 na 6,8 cm. Tekst pisany jest w sposób ciągły, bez jakichkolwiek spacji pomiędzy wyrazami, piękną, małą, zdobioną minuskułą, z akcentami i przydechami. Zawiera zdobione nagłówki, inicjały są pozłacane, a na pierwszej stronie każdej z Ewangelii każda litera i znak są pozłacane.
Tekst został podzielony według κεφαλαια (rozdziały), których numery umieszczono w marginesie bocznym, a tytuły rozdziałów (τιτλοι) – w marginesie górnym. Ponadto w Ewangeliach zastosowano podział według krótszych Sekcji Ammoniusza, ale odniesień do Kanonów Euzebiusza brak. Liczba sekcji Ammoniusza nieco się różni od standardowej: w Mateuszu wynosi 352, w Marku 236 (ostatnia numerowana sekcja kończy się w 16,12), w Łukaszu 340, w Ewangelii Jana 227 sekcji.
Zawiera Prolegomenę, Synaksarion (życiorysy świętych), przed Ewangelią Jana znajduje się portret Ewangelisty, oraz noty liturgiczne. Portret Jana Ewangelisty jest jedyną zachowaną po dziś dzień ilustracją. Ilustracja składa się z dwóch części, w dolnej większej części, przedstawiony został Ewangelista Jan dyktujący Ewangelię dla diakona Prochorusa. W górnej części ilustracji ukazany jest Chrystus trzymający mały krzyż w lewej ręce oraz klucz w prawej ręce. Po Jego lewej stronie stoją Adam i Ewa, po prawej zaś Dawid oraz któryś z proroków.
Dzieje Apostolskie, Listy powszechne i Listy Pawła wyposażone zostały w Aparat Eutaliusza. Manuskrypt zawiera Prolegomenę, synaxaria i ilustracje. Pierwotnie zawierał ilustracje przedstawiające cesarza Leona Filozofa i jego syna Konstantyna Porfirogeneta, zostały one skradzione w latach 1860–1862. Z ilustracji ocalał jedynie portret Ewangelisty Jana.
Na marginesie tekstu ewangelicznego późniejsza ręka (secunda manu) wprowadziła charakterystyczny dla późnego średniowiecza system αναγνωσεις (lekcje do czytań liturgicznych), w Mt 116, w Mk 70, w Łk 114 i w J 67. Zostały one wprowadzone na marginesie czerwonym atramentem. Ponadto dodane zostały noty do czytań liturgicznych wedle wcześniejszego systemu (również w kolorze czerwonym). Według noty dokonanej przez tę samą rękę na marginesie Jana 21,25, autor tych not nazywał się Malachiasz.
Ostatnie dodatki oraz korekty wprowadzone zostały do rękopisu w XV wieku. Dodane zostały pewne wyciągi z Hieronima (folio 305) oraz hymn orficki. Inna ręka z XV wieku dodała wyciągi z Kosmasa oraz Dionizosa. XV-wieczne dodatki wprowadzone zostały prawdopodobnie w Bazylei.

## Tekst

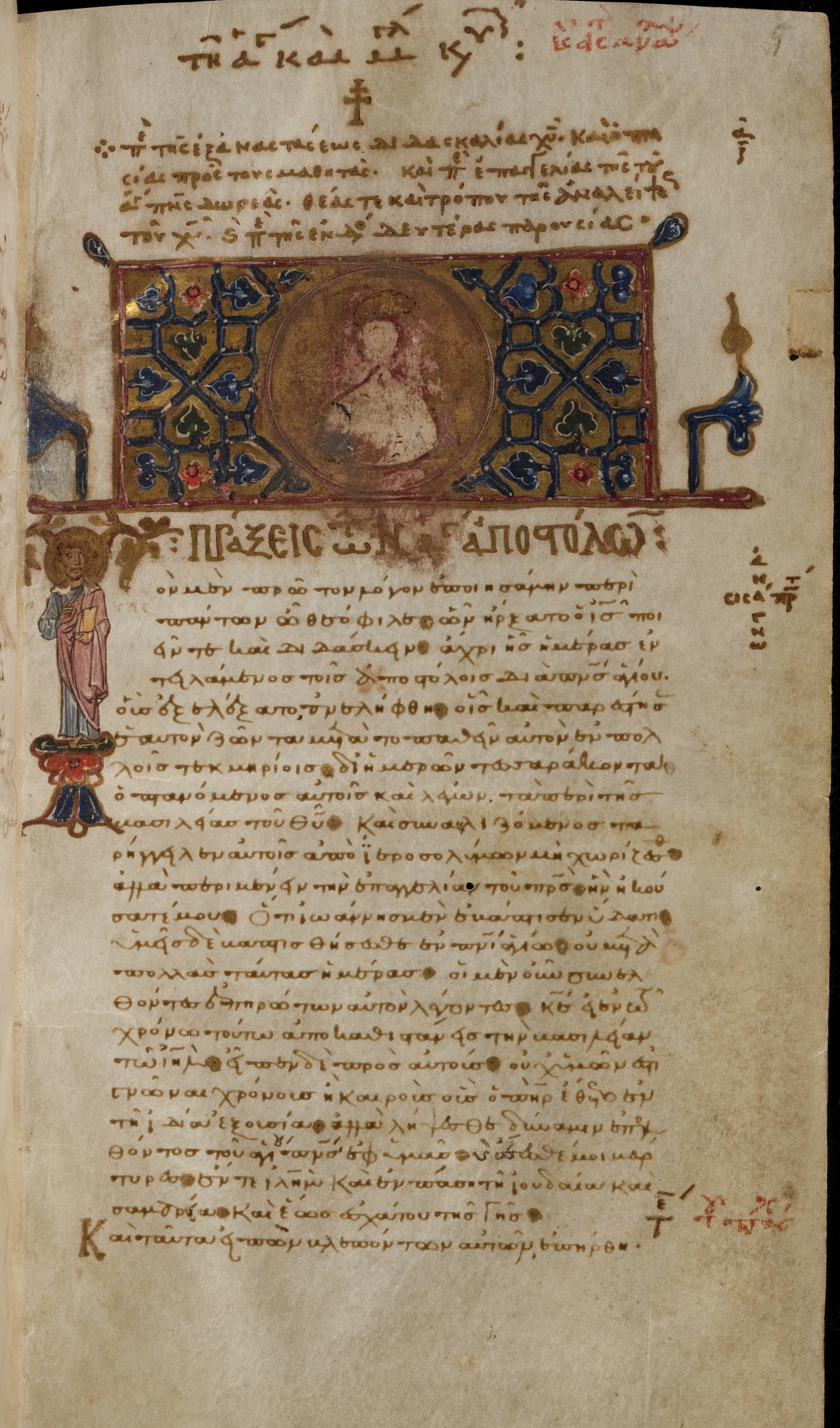
Folio 5 recto, początek Dziejów

Grecki tekst Ewangelii przekazuje tekst cezarejski. Należy do rodziny tekstualnej Lake’a (oznaczanej przez siglum f1), razem z rękopisami 118, 131 i 209. Rodzinę tę poszerzono później o szereg dalszych rękopisów.
Pierwszym, który zauważył podobieństwo tekstu Mateusza do tekstu stosowanego przez Orygenesa w jego komentarzu do Mateusza, był Griesbach. Hort przypuszczał, że reprezentuje tekst, w oparciu o który powstał tekst bizantyjski. Analiza tekstu Ewangelii Marka, jaką przeprowadził Lake, a następnie Streeter wskazała na tekstualne pokrewieństwo z Kodeksem Koridethi. Ten typ tekstu został określony jako cezarejski. Lake porównał tekst kodeksu z Textus receptus w wydaniu Stefanusa w partiach tekstu Mt 1-10; Mt 22 – Mk 14; Łk 4-23; Jn 1-13; 18 i obliczył, że zachodzi w nich 2243 różnic tekstualnych. Rękopis winien więc reprezentować inną tradycję tekstualną. Streeter ten typ tekstu nazwał cezarejskim. Lake zbadał ponadto tekst rękopisów pokrewnych 118, 131 oraz 209 i odtworzył prototyp tekstu tej grupy, która na jego cześć nazwana została rodziną Lake’a.
Przynależność do rodziny Lake’a potwierdzona została przez tzw. Claremont Profile Method, tj. metodę wielokrotnych wariantów. Frederik Wisse zbadał tą metodą trzy rozdziały Łukasza kodeksu (1, 10 i 20) i stwierdził, że w tych rozdziałach jest jednym z najlepszych reprezentantów grupy, bardzo bliskim dla minuskułu 1582 (lidera tej grupy).
Według Kurta i Barbary Aland tekst Ewangelii zgodny jest z tekstem bizantyjskim przeciwko „oryginalnemu” 119 razy, 80 razy zgodny jest z tekstem bizantyjskim i oryginalnym jednocześnie, 60 razy wspiera tekst oryginalny przeciwko bizantyjskiemu, ponadto przekazuje 69 szczególnych wariantów w Ewangeliach. W oparciu o ten profil Alandowie zaklasyfikowali go do Kategorii III. W pozostałych księgach tekst reprezentuje tekst bizantyjski, Alandowie zaklasyfikowali go do Kategorii V.
Tekst Pericope adulterae (J 7,53 – 8,11) umieszczony został na końcu Ewangelii Jana, po wierszu 21,25, na końcu Ewangelii Marka zawiera scholion kwestionujący autentyczność Marka 16,8-20.
W Mateuszu 27,16 zawiera wariant tekstowy „Ιησουν τον Βαραββαν” (Jezusa Barabasza), zamiast „Βαραββαν” (Barabasza). Ten wariant zawierają też Kodeks Koridethi, minuskuł 700 i rękopisy należące do rodziny f1.

## Historia

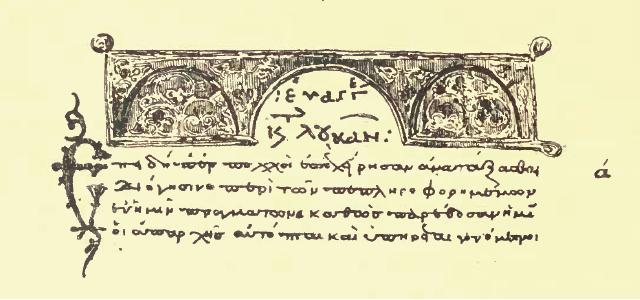
Łk 1,1-2, facsimile Scrivenera

Wettstein, Tischendorf, Scrivener i Gregory datowali rękopis na wiek X. Wettstein nie kierował się jednak przesłankami paleograficznej natury. Henri Omont, Burgon, Lake datowali na wiek XII lub XIII. Dzisiaj datowany jest powszechnie na wiek XII, za taką też datą opowiada się INTF. Amy Anderson, paleografka, zauważyła, że pierwsze wrażenie, jakie się odnosi przy badaniu kodeksu, to wiek X, jednak ze względu na częste występowanie wydłużonych liter, zaokrąglonych przydechów oraz stylu zdobień wcześniejsza data jest eliminowana.
Wettstein przypuszczał, że powstał w Konstantynopolu, zostało to jednak obalone przez późniejszych badaczy. Miejsce powstania rękopisu pozostaje nieznane. Nieznane są również trzy pierwsze wieki historii rękopisu. Został on podarowany dominikanom z Bazylei przez Jana z Raguzy (1380-1443), generała dominikanów. W roku 1516 Jan Reuchlin pożyczył go dla Erazma dla pierwszego wydania Novum Instrumentum omne. W ten sposób niektóre z jego wariantów tekstowych legły u podstawy Textus receptus. Erazm wykorzystał go w niewielkim stopniu, ponieważ jego tekst różnił się od dwóch pozostałych rękopisów, z których korzystał. Oecolampadius i Gerbelius, współwydawcy Erazma, wyżej oceniali wartość jego tekstu i nalegali, by Erazm w III wydaniu wykorzystał go w większym stopniu. Erazm jednak uznał, że jego tekst został zmodyfikowany pod wpływem łacińskich rękopisów Wulgaty i tym samym ma drugorzędną wartość. F. H. A. Scrivener (1813-1891) wskazał, że co najmniej 22 wierszy erazmiańskiego tekstu pochodzi z minuskułu 1: 
Mateusz 22,28; 23,25; 27,52; 28,3.4.19.20;
Marek 7,18.19.26; 10,1; 12,22; 15,46;
Łukasz 1,16.61; 2,43; 9,1.15; 11,49;
Jan 1,28; 10,8; 13,20.

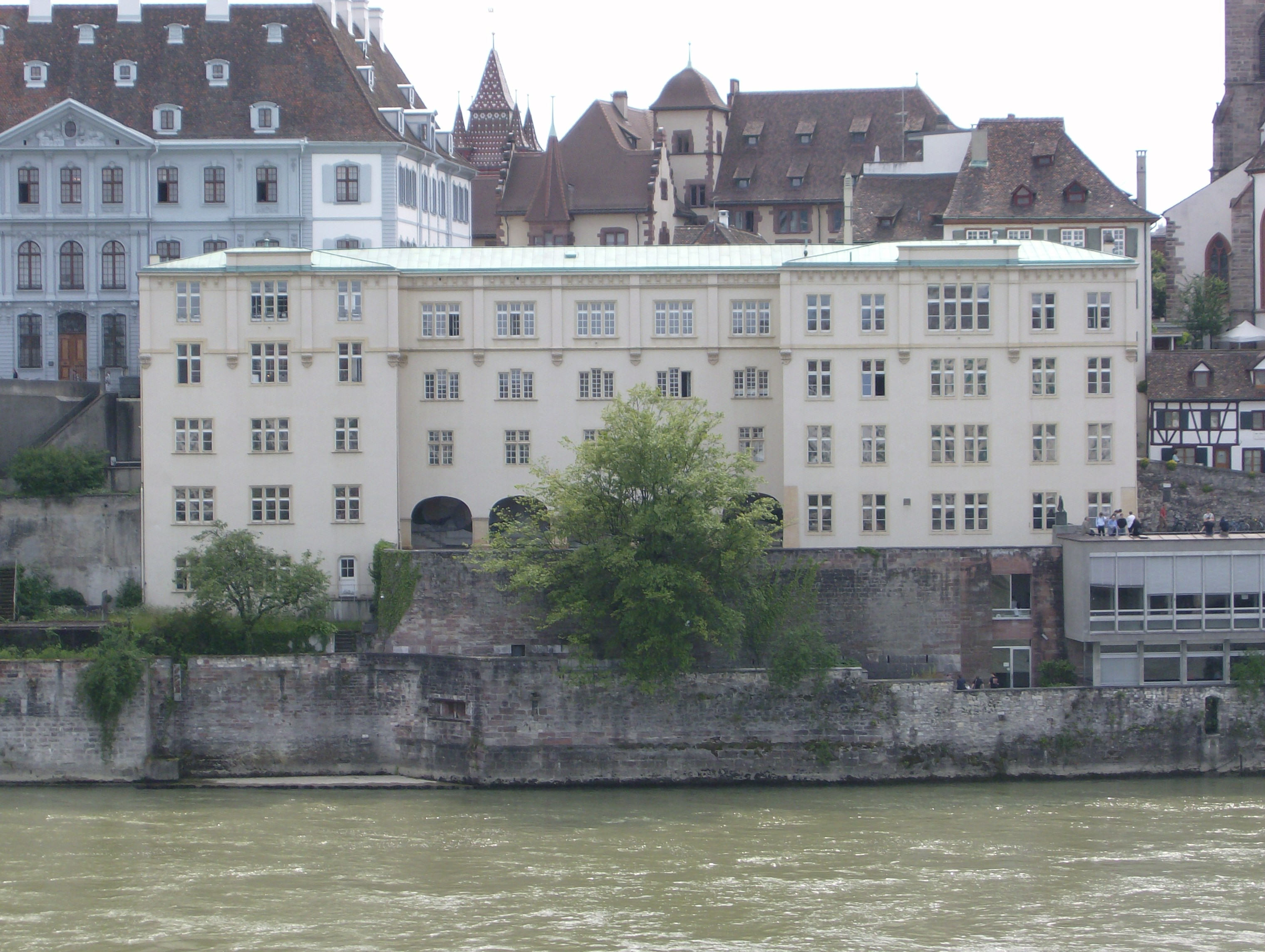
Stary Uniwersytet Bazylejski

W roku 1559 rękopis przekazany został Uniwersytetowi w Bazylei, gdzie odtąd aż po dziś dzień jest przechowywany. Od tej też chwili jego losy są już wspólne z Kodeksem Bazylejskim i kodeksu 2.
Krótki wykaz wybranych lekcji z kodeksu sporządził Bengel. Pierwszym, który zbadał tekst całego kodeksu, był Wettstein. Jego zdaniem tekst Ewangelii jest zgodny z większością starożytnych kodeksów i cytatami Ojców Kościoła. Opinię taką wygłosił w 1730 roku. W roku 1751 zmienił zdanie i uznał, że tekst kodeksu uległ latynizacji. Wettstein skolacjonował tekst kodeksu dwukrotnie, lecz za każdym razem z licznymi błędami. Tregelles naliczył więcej niż 1200 błędów, jakie popełnił Wettstein przy odczycie tekstu kodeksu. Tregelles oraz Roth skolacjonowali tekst kodeksu ponownie. Hug wsparł ostatnią opinię Wettsteina, że tekst kodeksu został zlatynizowani.
Tregelles zanotował podobieństwo kodeksu do minuskułu 118. Nieco później Dean Burgon zauważył podobieństwo również do minuskułów 131 i 209. Wszystkie cztery rękopisy zostały zbadane przez Kirsopp Lake’a w 1902 roku. Zostały one nazwane „grupą Lake’a”, „rodziną Lake’a”, albo „rodziną 1”, oznaczaną przez symbol f1. Kodeks 1 uznany został za najważniejszego przedstawiciela grupy, a tekst grupy Lake zrekonstruował głównie w oparciu o ten kodeks. Późniejsze badania wykazały, że kodeks 1582 jest lepszym reprezentantem grupy, a kodeks 1 jest drugim ważnym jej przedstawicielem. Kodeksy 1 i 1582 różnią w Mateuszu 34 warianty tekstowe.

## Znaczenie
Kodeks Bazylejski A.N.IV.2 był jednym z rękopisów wykorzystanych przez Erazma i jako taki miał wpływ na kształt Textus receptus. Wpływ ten jest drugorzędny, w Ewangeliach niewiele ponad 20 wierszy przekazuje tekst zgodnie z jego wariantami tekstowymi. Warianty te nie występują w rękopisach tekstu bizantyjskiego. Jakkolwiek wysoko go oceniał Streeter, dzisiaj raczej nie bierze się go pod uwagę przy odtwarzaniu pierwotnego kształtu tekstu Nowego Testamentu, ale uchodzi za ważnego świadka, pomocnego dla odtworzenia historii tekstu Nowego Testamentu. Jest dziś cytowany we wszystkich naukowych wydaniach greckiego Novum Testamentum.